# Sloveniens U21-herrlandslag i handboll
Sloveniens U21-herrlandslag i handboll representerar Slovenien i handboll vid U20-EM och U21-VM för herrar.